# Теренс Рос
Теренс Џејмс Елајџа Рос (енгл. Terrence James Elijah Ross; Портланд, 5. фебруар 1991) бивши је амерички је кошаркаш. Играо је на позицијама бека и крила.

## Каријера

### Колеџ
Рос је од 2010. до 2012. године похађао Универзитет Вашингтона. У дресу Вашингтон хаскиса уписао је 69 наступа, а просечно је по утакмици бележио 12,3 поена, 4,7 скокова и 1,2 асистенција. За учинак у сезони 2011/12. награђен је местом у првој постави идеалног тима Pac-12 конференције.

### Торонто репторси (2012—2017)
На НБА драфту 2012. године Торонто репторси су одабрали Роса као 8. пика. Рос је за Репторсе играо до 14. фебруара 2017. године. У лигашком делу укупно је одиграо 363 утакмице, постигао 3432 поена, ухватио 945 скокова, проследио 319 асистенција и освојио 267 лопти. У плеј-офу укупно је забележио 31 наступ, 189 поена, 52 скока, 17 асистенција и 22 украдене лопте.
Рос је био и победник НБА такмичења у закуцавањима за 2013. годину.

### Орландо меџик (2017—2023)
Дана 14. фебруара 2017. године дошло је до размене између Торонто репторса и Орландо меџика. Репторси су тада добили Сержа Ибаку, а Меџику су заузврат проследили Роса и право на пика прве рунде првог наредног НБА драфта.

## Успеси

### Појединачни
- Победник НБА такмичења у закуцавању (1): 2013.